# Jakob Voelkerling Persson
Jakob Axel Krister Voelkerling Persson (27 settembre 2000) è un calciatore svedese, difensore del Sirius.

## Carriera
Cresciuto nel settore giovanile del Trelleborg, nel 2016 si trasferisce in quello dell'Helsingborg, club con cui debutta in prima squadra (e contestualmente anche tra i professionisti) il 22 agosto 2019, disputando l'incontro della Svenska Cupen perso per 2-1 contro l'Oskarshamns AIK. L'anno successivo debutta anche in Allsvenskan, in occasione dell'incontro perso per 0-3 contro il Varberg, finendo per disputare in totale 15 partite in questa categoria. Nel 2021 gioca poi in seconda divisione, contribuendo con un'unica presenza all'immediato ritorno in prima divisione del club rossoblu, con il quale nel 2022 non gioca però ulteriori incontri ufficiali, trascorrendo anzi un periodo in prestito in terza divisione all'Ängelholms FF (due presenze) prima di trasferirsi a titolo definitivo al Sirius, altro club di prima divisione: qui segna peraltro nel 2022 anche il suo primo gol in carriera in questa categoria.

## Statistiche

### Presenze e reti nei club
Statistiche aggiornate al 12 ottobre 2022.
| Stagione           | Squadra            | Campionato         | Campionato | Campionato | Coppe nazionali | Coppe nazionali | Coppe nazionali | Coppe continentali | Coppe continentali | Coppe continentali | Altre coppe | Altre coppe | Altre coppe | Totale | Totale |
| Stagione           | Squadra            | Comp               | Pres       | Reti       | Comp            | Pres            | Reti            | Comp               | Pres               | Reti               | Comp        | Pres        | Reti        | Pres   | Reti   |
| ------------------ | ------------------ | ------------------ | ---------- | ---------- | --------------- | --------------- | --------------- | ------------------ | ------------------ | ------------------ | ----------- | ----------- | ----------- | ------ | ------ |
| 2019               | Helsingborg        | A                  | 0          | 0          | CS              | 1               | 0               |                    | -                  | -                  |             | -           | -           | 1      | 0      |
| 2020               | Helsingborg        | A                  | 15         | 0          |                 | -               | -               |                    | -                  | -                  |             | -           | -           | 15     | 0      |
| 2021               | Helsingborg        | S1                 | 1          | 0          | CS              | 2               | 0               |                    | -                  | -                  |             | -           | -           | 3      | 0      |
| gen.-giu. 2022     | Helsingborg        | A                  | 0          | 0          |                 | -               | -               |                    | -                  | -                  |             | -           | -           | 0      | 0      |
| Totale Helsingborg | Totale Helsingborg | Totale Helsingborg | 16         | 0          |                 | 3               | 0               |                    | -                  | -                  |             | -           | -           | 19     | 0      |
| giu.-lug. 2022     | Ängelholms FF      | E                  | 2          | 0          |                 | -               | -               |                    | -                  | -                  |             | -           | -           | 2      | 0      |
| lug.-dic. 2022     | Sirius             | A                  | 11         | 1          | CS              | 1               | 0               |                    | -                  | -                  |             | -           | -           | 12     | 1      |
| Totale carriera    | Totale carriera    | Totale carriera    | 29         | 1          |                 | 4               | 0               |                    | -                  | -                  |             | -           | -           | 33     | 1      |